# Котильон
Котильо́н (фр. cotillon) — бальный танец французского происхождения.
Первоначально так называлась нижняя юбка. В дальнейшем это название закрепилось за танцем, во время которого были видны нижние юбки.
Котильон близок контрдансу. Особое распространение получил в середине XIX века в странах Европы и в России. Котильон объединял несколько самостоятельных танцев (вальс, мазурка, полька). Исполнялся он всеми участниками в конце бала. Разнообразие котильона зависело от ведущей пары — кавалер-кондуктор давал сигнал оркестру, громко называя фигуры. Он же следил за согласованностью движения пар.
В 1820-х годах в Германии котильоном называлась игра в фанты с танцами в конце бала. В настоящее время (1890-е годы) котильон состоит из кадрили, между фигурами которой вставляются другие танцы: мазурка, вальс, полька.
Любопытно, что модный французский салонный танец матчиш начала XX века, исполнявшийся под песню La Matchiche Феликса Майоля в аранжировке Шарля Борель-Клерка, воспринимался как котильон или полька-марш.
В неформальном церемониале приглашение «на котильон» считалось сигналом окончательного выбора кавалером своей дамы.

## Отличительные признаки
К концу 17 века котильоны имели следующие отличительные признаки :
- музыкальная и хореографическая форма, состоящая из куплетов и припевов[3]
- куплеты отличаются друг от друга, но сам набор куплетов стандартизован[3]
- все припевы одинаковые
- разные котильоны имеют разные припевы[3]
- в танцевальных учебниках при описании котильона дается только схема припева
- музыкальный размер двудольный: 2/4, 4/4, 6/8[3]
- в каждую временную эпоху строго определенные шаги

В 19 веке котильонами стали называть танцевальные формы, обладающие следующими отличительными признаками:
- хореографическая форма – фигуры, чередующиеся с припевом[3]
- ничем не ограниченная музыкальная форма и техника исполнения[3]
- фигуры задаются первой парой и никак не регламентированы
- припев – тур променада или вальса[3]
- многие фигуры носят игровой характер
- наличие очень большого количества различных фигур[3]

## История
Название котильон закрепилось за разновидностью контрданса в начале XVIII века, хотя в настоящее время невозможно сказать точно, что это был за танец тогда.
Первая публикация котильона появилась в сборниках Рауля-Ожера Фейе Feuillet, 1705 год.
Котильон не терял популярности на протяжении всего 19 века. Котильон танцевался, как правило, взавершение бала. В танцевальных учебниках и другой литературе в течение 19 века можно найти упоминания об этом танце.  Популярность котильона привела к  развитию отдельной ветви промышленности, занимавшейся производством котильонных аксессуаров. В одном из каталогов было написано: "Кульминационный момент бального праздника наступает  с началом котильона, маленького праздника для себя. Именно здесь представляется удобный случай, порадовать себя маленьким подарком! Используются букетики, ордена, ленты и сотни других пёстрых подарков, которые как по мановению волшебной палочки возникают в центре зала, они поднимают танцоров и танцорок к празднику", эта фраза позволяет оценить размах индустрии.

## Фигуры танца

### Много исполнителей (100 человек и более)
- Линии (Котильон, 1828)

Все танцующие выстраиваются в линии, каждая в две пары, кавалеры становятся напротив своей дамы и подают им свои руки так, чтобы из всех линий образовались своды, после чего первая линия, а за ней вторая и третья, начинают вальсировать под устроенными между линий сводами, наблюдая, чтобы каждая линия начинала вальс по окончании вальса предшествующей.
- Les fleures (Cellarius, 1847)

Кавалер-кондуктор выбирает двух дам и просит их назвать себя какими-нибудь цветами. После этого он подводит дам к другому кавалеру и называет оба цветка, из которых кавалер должен выбрать один. Второй кавалер вальсирует с выбранным цветком, кавалер-кондуктор – с другой дамой. Дама кавалера-кондуктора выполняет ту же фигуру с двумя выбранными ею кавалерами.
- Кавалеры налево: Общий вальс (для завершения котильона)

Все танцующие пары начинают общий вальс, и по окончании тура кавалеры переходят в правую руку к соседним дамам и начинают вновь общий вальс, повторяя до своих мест.
- Другая фигура для завершения котильона (Cellarius, 1847)

Первая пара танцует тур вальса, после чего подходит к хозяйке бала, кланяется ей и покидает бальную зал.
Эти котильоны на много исполнителей  имеют простую схему и не требуют от танцора умения танцевать иначе, как в паре.

### Балы среднего размера (от 40 до 100 человек)
- Le labyrithe (Cellarius, 1847)

Эта фигура обычно танцуется в завершении котильона. Все танцующие составляют общий круг и идут влево. По данному знаку, кавалер-кондуктор отпускает руку дамы, стоящей слева от него и, продолжая идти влево, входит в круг, закручивая танцующих в виде улитки, между тем, как оставленная им дама идет вправо. Между кругами необходимо оставить достаточно места, чтобы, закрутив улитку до конца пара кавалера-кондуктора прошла вдоль образованных аллей лабиринта из центра к началу и встала рядом с последней парой. Когда все пары пройдут таким образом через лабиринт, фигура заканчивается общим вальсом.
- Невидящий кавалер (Буринская, 1882)

Дама лидирующей пары выводит своего кавалера на центр зала и завязывает его глаза платком. После этого дама приглашает ещё двух дам, и они танцуют круг вокруг кавалера. По хлопку дирижёра, круг останавливается и кавалер выбирает даму, открывает глаза и танцует с выбранной дамой тур вальса. После окончания фигуры, танцевавшая пара уходит, две оставшиеся дамы приглашают следующую пару.
- Les demi tours (Paul, 1877)

После тура променада или вальса кавалер-кондуктор ставит четыре или пять пар в одну линию так, чтобы каждый смотрел на своего партнера и стоял спиной к другому соседу. Сам ведущий встает спиной к крайней даме. По его сигналу вседелают пол-оборота и танцуют вальс во вновь образовавшихся парах.
- Круги из бумаги (Paul, 1877)

Необходимо изготовить бумажные круги (далее, как в оригинальном описании, будем называть эти круги сорсо). После этого все дамы собираются в салоне в центре зала, кавалеры образуют большой круг, стоя спиной в центр, и начинают идти налево. По данному сигналу, дамы подходят к кавалерам сзади и надевают сорсо им на шеи. Дама, надевшая сорсо на кавалера, становится его партнершей на один тур вальса. Кавалер не должен снимать сорсо во время танца.
Эти котильоны предполагают более сложные пространственные построения, и умение испонять танцорами более сложные фигуры.

## Небольшие балы (от 20 до 40 танцоров)
- Le huit (Котильон, 1828, с. 16 ; Cellarius, 1847)

Согласно источникам, фигура может исполняться только на вальсовой технике. Кроме этого указания, ничто не противоречит исполнению фигуры на полечной технике. Среди зала ставятся два стула на некотором расстоянии один от другого. Танцующая пара выходит, танцует вокруг одного стула, затем вокруг другого так, чтобы траектория движения пары напоминала по форме цифру 8. После этого фигуру выполняют последовательно все оставшиеся пары. Целлариус пишет, что "Восемь"– одна из самых сложных фигур, и выполнивший её кавалер может быть назван отличным танцором.
- Кавалер в неведении (Котильон, 1828)

Кавалер выходит в другую комнату, а дама в его отсутствие вальсирует с кем либо из кавалеров. Возвратившийся должен угадать избранного. Если он не угадывает, то дама его вальсирует со спрошенным им кавалером, за которым он вальсирует соло. Угадывание продолжается до тех пор, пок ане будет найден выбранный, который также должен вальсировать соло при окончательном вальсе очередной пары.
- Маскарад (Котильон, 1828)

Перед началом фигуры, кавалер надевает на голову дамский чепец или шляпку, покрывается шалевым платком и берет ридикюль, или что-нибудь из других дамских вещей, (число вещей не должно превышать трех); в то же время и дама, должна взять три мужских атрибута, как-то: шляпу, фуражку, гребенку, табакерку. Приготовившись, они вальсируют друг с другом, и потом дама выбирает для себя по желанию своему кавалеров, выдавая за всякого выбранного таким образом кавалера по одной вещи, даме выбранного кавалера; с коими каждая получившая их дама выбирает себе для вальса кавалера. Кавалер поступает с своими вещами подобным образом.
- Испытание (Котильон, 1828)

Выбранный дамою кавалер, до вальса с нею, должен провальсировать круг вальса с зажженною свечкой, и если свеча останется непогашенной, то вальсировать с дамой. В данном котильоне кавалер обязательно должен танцевать в музыку, иначе он лишается права танца с дамой.
- Le chapeau fuyant (Cellarius, 1847)

Выход двух первых пар. Кавалер-кондуктор держит сзади левою рукою шляпу отверстием вверх. Другой кавалер держит в руках пару перчаток, которые он, не переставая вальсировать, должен забросить в шляпу. После успешного попадания, он берет себе шляпу, передает перчатки следующему кавалеру, который должен сделать то же самое.
На таких балах котильоны могли состоять из сложных фигур, позволяющих исполнителям показать свое умение танцевать. Именно по этому балы небольшого размера,привлекали танцоров, хорошо умеющих танцевать.

### Небольшие балы близко знакомых людей (до 20 человек)
- Рыбалка

В этом котильоне в центр, на стул садится дама с удочкой в руках. В качестве наживки может использоваться любое кондитерское изделие ,например печенье или конфета. Распорядитель котильона подводит к даме нескольких кавалеров, которые встают на колени и пытаются зубами схватить наживку. Тот, кому удается это сделать, танцует с "поймавшей" его дамой тур вальс.
- Обман (Котильон, 1828)

В этом котильоне используются четыре ленты, две из них кладутся прямо, а другие две перегнутые пополам, по одной на каждую сторону, так, чтобы на обеих сторонах было по четыре конца. Средина скрывается. С одной стороны концы лент берут четыре дамы, а с другой четыре кавалера, будут вальсировать с кем кому по ленте придется. При необходимости число лент может быть увеличено.
- La corbeille (Cellarius, 1847)

В этом котильоне начинает первая пара. Кавалер выбирает двух дам, и становится между ними; его дама становится с двумя кавалерами напротив него. Тройки делают en avant, en arri`ere, en avant. Кавалер, держащий за руки двух дам поднимает руки, после чего два других кавалера проходят в образовавшиеся арки, которые берутся за руки позади кавалера-кондуктора. Две дамы выбранные кавалером-кондуктором берутся за руки позади дамы кондуктора ,на этом этапе, по мнению автора описания, пары образуют корзинку. В этом положении все танцующие описывают круг влево, после чего средний кавалер, не отпуская рук, проходит под руки двух других кавалеров, а его дама под руки двух других дам. Все отпускают руки, выполняют grande chaˆine и общий променад.
- На ёлке (Буринская, 1882)

В двух противоположных углах зала ставятся два столика, на которые раскалываются детские музыкальные инструменты: цимбалы, барабаны, дудки так, чтобы набор инструментов на каждом столике был одинаковым. По поданному дирижером сигналу, дамы берут инструменты с одного столика, кавалеры – с другого. После разбора инструментов по поданному сигналу все начинают играть на них и люди выбравшие одинаковые инструменты составляют пару.
- Варка супа (Котильон, 1828)

Фигура начинается с того, что кавалер первой пары говорит: -"повар развел огонь", и все пары танцуют общий вальс, налил воды в кастрюлю, чистит курицу, приготовляет зелень. Число туров может быть увеличено до бесконечности исчислением подробностей приготовления супа, при всяком уведомлении об обстоятельствах сопровождающих приготовление вальс повторяется. Фигура заканчивается, когда скажут, что суп подан на стол. Этой фигура завершат котильон.
Примечательно, что в  этих фигурах этой группы, в отличие предыдущих групп, могут встречаться танцы кавалера с кавалером и другие ситуации, недопустимые в обществе слабо знакомых людей.